# Христо Илиев – Чарли
Вижте пояснителната страница за други личности с името Христо Илиев.
Христо Василев Илиев-Чарли е български сценарист и режисьор.

## Биография
Роден е в град София на 27 януари 1941 г. През 1960 г. завършва 34-та политехническа гимназия в родния си град.
Автор е на игрални, документални, научнопопулярни и анимационни филми, продуцент, публицист, изявява се и в областта на телевизионната журналистика. Като сценарист и режисьор е автор на повече от 500 документални филми. Носител е на над 50 национални  и международни награди. В периода от 1982 - 1996 г. е режисьор и сценарист на 75 десетминутни филми от поредицата кинохроники „Мозайка“. Често работи съвместно с режисьора Джеки Стоев и актьора и звукооператор Джони Пенков. Работил е и с режисьорите Оскар Кристанов, Николай Волев, Здравко Драгнев, Доньо Донев, Стоян Дуков, Милан Огнянов, Елена Владова, Радка Бъчварова и много други.

## Филмография (частична)
Като режисьор и сценарист
- Написаното с перо от ангел е завинаги (2018) – за поета Николай Кънчев
- Светлина от сенки - през обектива на Иво Хаджимишев (2015)
- Народен театър "Иван Вазов" – Институцията (2014)
- Старият дъб (1988)

Като сценарист
- Пустиняци (2017) – реж. Цветан Драгнев
- Добро утро, капитане (2016) – реж. Джеки Стоев
- Хляб и зрелища (2013) – реж. Джеки Стоев
- Духове в старите къщи на София (2011) – реж. Здравко Драгнев
- Отец Иван и неговите деца (2010) – реж. Джеки Стоев
- Ст.н.с. к.т.н. инж. Джони Пенков (1989) – реж. Джеки Стоев
- Разводи, разводи (1989) – реж. Джеки Стоев
- Патилата на Спас и Нели (1987) – реж. Джеки Стоев
- Галоп, галоп (1983) – реж. Юлия Кънчева
- Само джаз (1983) – реж. Милан Огнянов
- Грънци (1983) – реж. Николай Волев
- Спас и Нели (1982) – реж. Джеки Стоев
- Капана –  реж. Здравко Драгнев[3]
- Кратка автобиография (1981) – реж. Здравко Драгнев
- Чупетлово (1980) – реж. Здравко Драгнев
- Доминго (1980) – реж. Милан Огнянов
- Реквием (1979) – реж. Здравко Драгнев
- Вечният музикант (1979) – реж. Оскар Кристанов, за Александър Керков
- Броени дни (1977) – реж. Джеки Стоев
- Цимент (1977) – реж. Николай Волев
- Надвечер (1976) – реж. Оскар Кристанов, за ежедневието на село Бранковци
- Ятаци (1974) – реж. Оскар Кристанов
- Това е то животът на човека (1974) – реж. Илко Дундаков
- Габрово 73 (1973) – реж. Рангел Вълчанов
- Майсторът (1972) – реж. Оскар Кристанов
- Стрелци (1967) – реж. Доньо Донев

Като актьор
- Дрямка (1965)

Филми за него
- „Животът е едно кратко гости“ (2017) – филм от поредицата „Умно село“
- „Джеки, Джони и Чарли не са имена на кучета“ (2010) – реж. Никола Бошнаков

## Награди
- Награда на София на Столичната община за цялостен принос към киноизкуството за Христо Илиев – Чарли, Георги Стоев – Джеки и Георги Пенков – Джони, 2016[4]
- Награда за режисура от Фестивала на българското документално и анимационно кино „Златен ритон“ в Пловдив за филма „Хляб и зрелища“ (2013)[5]
- Награда на журито от Международния филмов фестивал „Сребърен акбузат“ в Уфа за „Хляб и зрелища“ (2013)[1]
- Награда за професионално майсторство на Българската филмова академия за сценарист на филма „Духове в старите къщи на София“ (2011)[1]
- „Златен ритон“ за най-добър документален филм за „Отец Иван и неговите деца“ (2010)[6]
- „Златен витяз“ от едноименния фестивал в Русия за филма „Отец Иван и неговите деца“ (2010)[1]
- „Златен ритон“ за филма „Вечният музикант” (1979)[1]
- „Сребърен гълъб“ от Фестивала за документални филми в Лайпциг за филма „Вечният музикант” (1979)[1]
- Специалната награда на журито от филмовия фестивал в Лил за филма „Вечният музикант” (1979)[1]
- „Златен ритон“ за най-добър документален филм за „Броени дни“ (1977)[7]
- „Специална награда на журито“ от фестивала в Оберхаузен за „Броени дни“ (1977)[1]
- Награда на критиката от Фестивала на българския неигрален филм „Златен ритон“ в Пловдив за филма „Надвечер“ (1976)[8]
- Награда на Съюза на българските филмови дейци за филма „Надвечер“ (1976)[8]
- „Златен ритон“ за филма „Ятаци“ (1974)[1]
- II награда за филма „Ятаци“ (1974) в Кюстендил
- I награда за документален филм на Фестивала на българския филм (Варна) за филма „Ятаци“ (1974)[8]
- Диплом от Фестивала за документални филми в Лайпциг за филма „Ятаци“ (1974)[8]